# Pelech (Izrael)
Pelech (hebrejsky פֶּלֶךְ, doslova „Vřeteno“, v oficiálním přepisu do angličtiny Pelekh) je vesnice typu kibuc v Izraeli, v Severním distriktu, v Oblastní radě Misgav.

## Geografie
Leží v nadmořské výšce 449 metrů, v jižní části Horní Galileji, cca 15 kilometrů východně od břehů Středozemního moře a cca 30 kilometrů na západ od Galilejského jezera. Je situována v regionu nazývaném Chevel Tefen (חבל תפן), na vrcholu masivu Matlul Curim, který na severozápadní straně vystupuje z údolí Bejt ha-Kerem. Západně od vesnice se terén postupně svažuje k mořskému pobřeží. Vede odtud tím směrem i údolí vádí Nachal Chamra.
Obec se nachází cca 105 kilometrů severovýchodně od centra Tel Avivu a cca 25 kilometrů severovýchodně od centra Haify. Pelech obývají Židé, přičemž osídlení v tomto regionu je etnicky smíšené. V údolí Bejt ha-Kerem, přímo pod kibucem, leží bývalé město Šagor, které obývají izraelští Arabové. Na západní straně leží pás měst Džulis, Jirka a Džudejda-Makr, která kromě Arabů obývají i Drúzové. Jediným větším židovským sídlem v okolí je město Karmiel 5 kilometrů jihovýchodně od osady. Krajina mezi těmito městskými centry je ovšem postoupena řadou menších židovských vesnic.
Obec je na dopravní síť napojena pomocí lokální silnice číslo 8544, jež propojuje všechny židovské vesnice na tomto horském masivu.

## Dějiny
Vesnice Pelech byla založena roku 1980 v rámci programu Micpim be-Galil, který vrcholil právě na přelomu 70. a 80. let 20. století a v jehož rámci vznikly v Galileji desítky nových židovských vesnic s cílem posílit židovské demografické pozice v tomto regionu a nabídnout kvalitní bydlení kombinující výhody života ve vesnickém prostředí a předměstský životní styl.
Pojmenována byla podle biblického citátu, Kniha přísloví 31,19 – „Vztahuje ruce po přeslenu, svými prsty se chápe vřetena“
Vesnice byla založena počátkem 80. let 20. století jako polovojenské sídlo typu Nachal a pak osídlena kolektivem členů mládežnické sionistické organizace Ha-Šomer ha-Ca'ir. Nepodařilo se zde ale vytvořit trvalé osídlení a ještě počátkem 21. století šlo spíše o výcvikový tábor s dočasným a proměnlivým osazenstvem. V roce 2004 se tu usadilo pět rodin Židů původem z bývalého SSSR. V oficiálních statistických výkazech je zde stálá populace uváděna od roku 2012.
Kibuc je výhledově plánován na kapacitu 110 rodin.

## Demografie
Obyvatelstvo Pelech je sekulární. Populace byla k roku 2008 neoficiálně uváděna na 27 rodin. Podle údajů z roku 2014 tvořili naprostou většinu obyvatel v Pelech Židé (včetně statistické kategorie "ostatní", která zahrnuje nearabské obyvatele židovského původu ale bez formální příslušnosti k židovskému náboženství).
Jde o malou obec vesnického typu. K 31. prosinci 2014 zde žilo 100 lidí. Během roku 2014 populace stoupla o 4,2 %.
| Rok            | 1983 | 1995 | 2012 | 2013 | 2014 |
| -------------- | ---- | ---- | ---- | ---- | ---- |
| Počet obyvatel | 49   | 53   | 88   | 96   | 100  |